# Dom Dolla

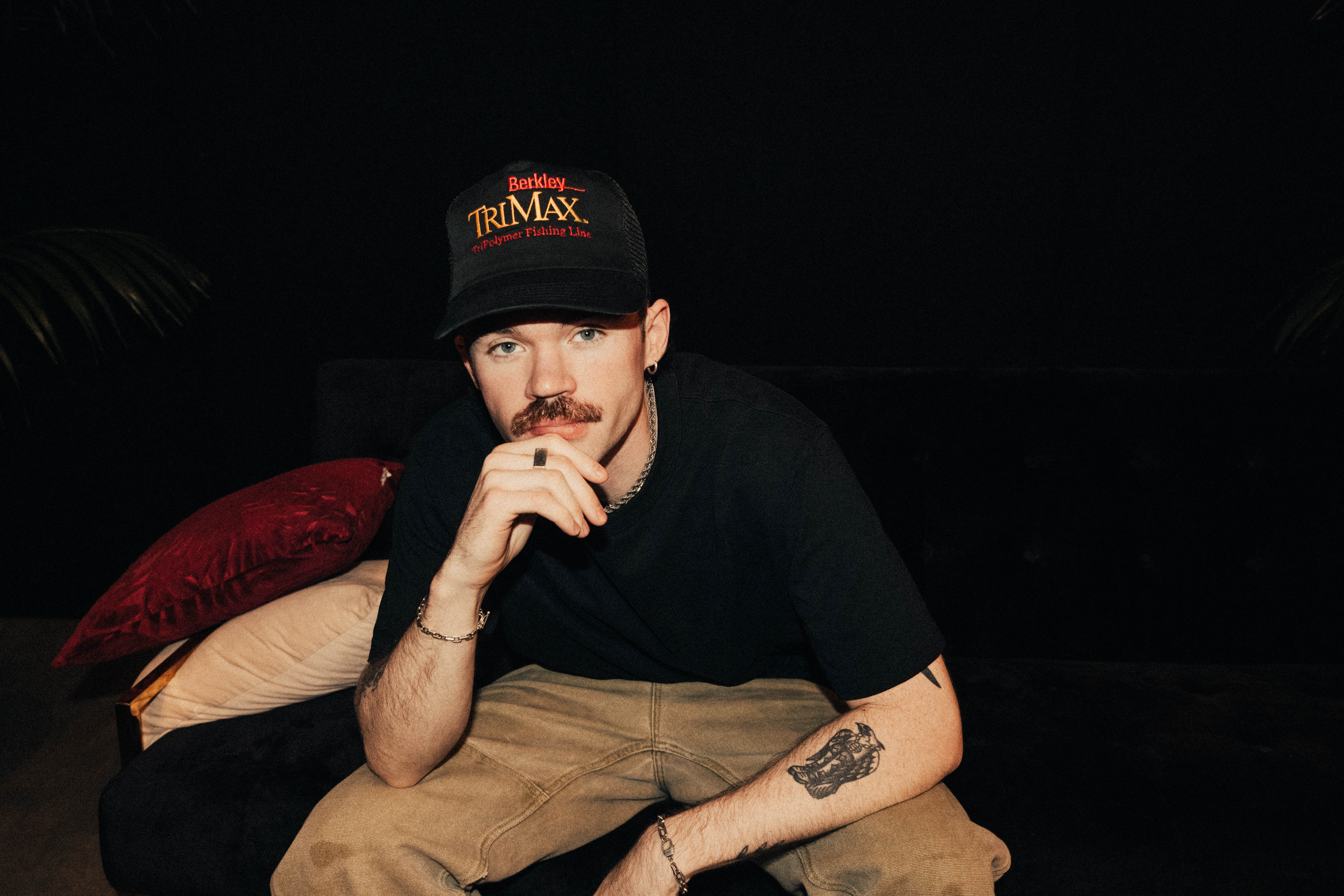
Dom Dolla (2023)

Dominic Matheson (* 1992), bekannt unter seinem Künstlernamen Dom Dolla, ist ein australischer Musikproduzent der Genres House, Tech House und Future House.

## Leben und Wirken
Für zwei seiner Werke wurde er in den Jahren 2017 und 2019 für den ARIA Music Award in der Kategorie Best Dance Releases nominiert. Sein Song Take It von 2018 war über Australien hinaus erfolgreich und kam in Belgien in die Singlecharts.

## Diskografie

### Singles
- 2013: The Boxer
- 2015: Love Like This
- 2015: Define (feat. Go Freek, AU: Gold)
- 2016: You (AU: Gold)
- 2017: Be Randy (mit Torren Foot)
- 2018: Take It (AU: Platin)
- 2019: San Frandisco (AU: Gold)
- 2020: Moving Blind (mit Sonny Fodera, AU: Gold)
- 2021: Pump the Brakes (AU: Gold)
- 2022: Miracle Maker (mit Clementine Douglas, AU: Gold)
- 2023: Eat Your Man (mit Nelly Furtado, AU: Gold)
- 2024: Saving Up[5]

### Remixe
- 2016: Chameleon (Pnau)
- 2019: Body Funk (Purple Disco Machine)
- 2019: Nowhere To Go (Hayden James, Naations)
- 2020: One Night (MK, Sonny Fodera, Raphaella)
- 2020: Don’t Start Now (Dua Lipa)[5]

## Auszeichnungen für Musikverkäufe
| Goldene Schallplatte - Kanada - 2024: für die Single Take It - 2024: für die Single Eat Your Man |

Anmerkung: Auszeichnungen in Ländern aus den Charttabellen bzw. Chartboxen sind in ebendiesen zu finden.
| Land/RegionAuszeichnungen für Musikverkäufe (Land/Region, Auszeichnungen, Verkäufe, Quellen) | Silber  | Gold     | Platin     | Verkäufe | Quellen         |
| -------------------------------------------------------------------------------------------- | ------- | -------- | ---------- | -------- | --------------- |
| Australien (ARIA)                                                                            | —       | 7× Gold7 | 3× Platin3 | 455.000  | aria.com.au     |
| Kanada (MC)                                                                                  | —       | 2× Gold2 | —          | 80.000   | musiccanada.com |
| Vereinigtes Königreich (BPI)                                                                 | Silber1 | —        | —          | 200.000  | bpi.co.uk       |
| Insgesamt                                                                                    | Silber1 | 9× Gold9 | 3× Platin3 |          |                 |

## Auszeichnungen

### ARIA Music Award
| Jahr | Künstler/Werk              | Kategorie                          | Ergebnis  |
| ---- | -------------------------- | ---------------------------------- | --------- |
| 2017 | Be Randy (mit Torren Foot) | ARIA Award for Best Dance Releases | nominiert |
| 2019 | Take It                    | ARIA Award for Best Dance Releases | nominiert |